# Lacapelle-Livron
Pour les articles homonymes, voir Lacapelle et Livron.
Lacapelle-Livron est une commune française située dans le nord-est du département de Tarn-et-Garonne, en région Occitanie.
Sur le plan historique et culturel, la commune est dans le causse de Caylus, au sud du causse de Limogne, occupant une situation de carrefour à la limite du Quercy et du Rouergue.
Exposée à un climat océanique altéré, elle est drainée par la Bonnette et par divers autres petits cours d'eau. La commune possède un patrimoine naturel remarquable composé de deux zones naturelles d'intérêt écologique, faunistique et floristique.
Lacapelle-Livron est une commune rurale qui compte 207 habitants en 2022, après avoir connu un pic de population de 795 habitants en 1831.  Ses habitants sont appelés les Livronais ou  Livronaises.

## Géographie

### Localisation
La commune est située dans le Rouergue, en bordure du camp militaire des Espagots, sur le causse de Caylus.

### Communes limitrophes
Lacapelle-Livron est limitrophe de quatre autres communes.
Les communes limitrophes sont  Caylus, Loze, Parisot et Puylagarde.
|        | Loze             | Puylagarde |
|        | Lacapelle-Livron | Parisot    |
| Caylus |                  |            |

### Géologie et relief
La superficie de la commune est de 1 379 hectares ; son altitude varie de 211  à   389 mètres.

### Hydrographie

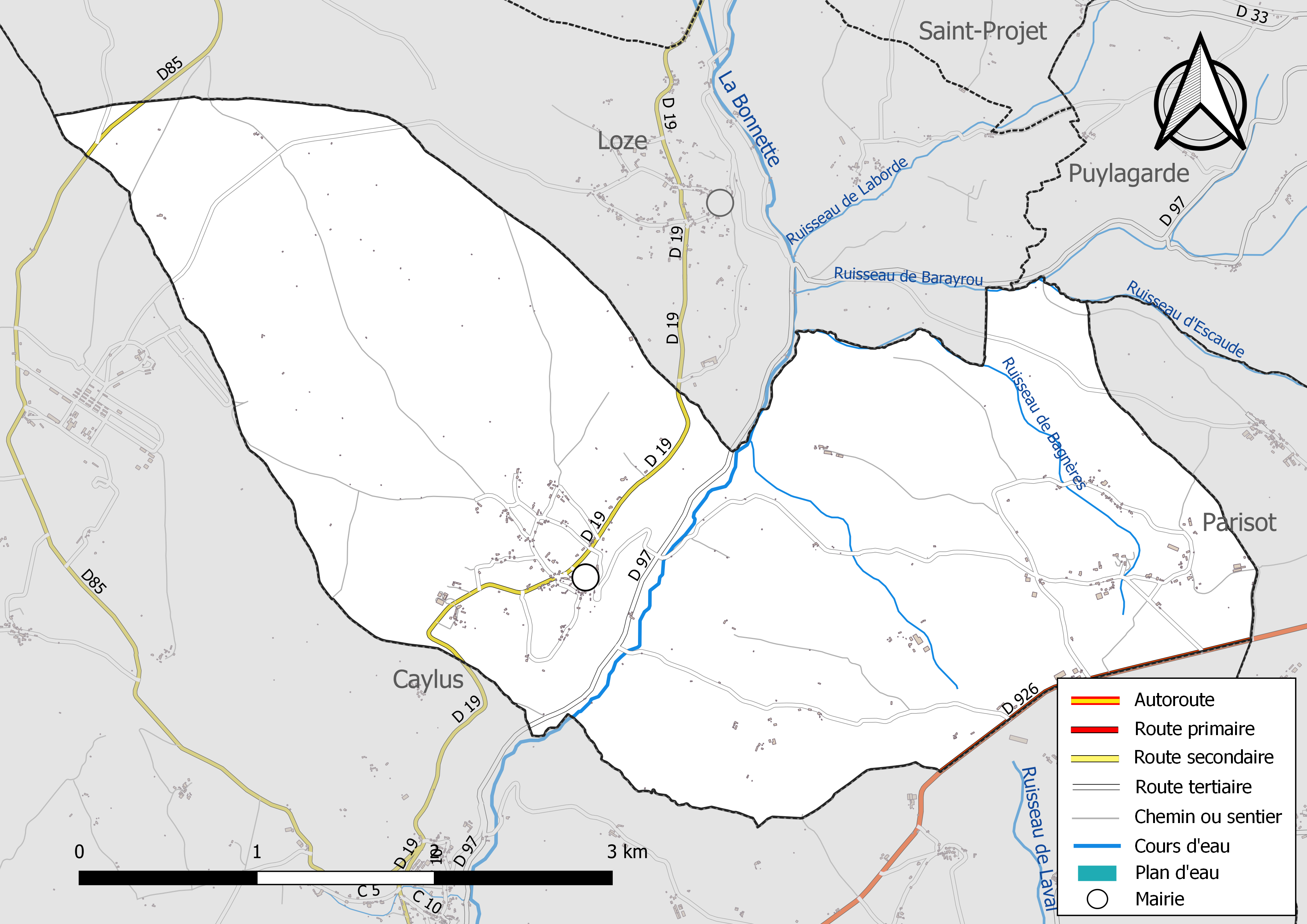
Réseaux hydrographique et routier de Lacapelle-Livron.

La commune est dans le bassin versant de la Garonne, au sein du bassin hydrographique Adour-Garonne. Elle est drainée par la Bonnette, le ruisseau de Bagnères, le ruisseau de Barayrou, le ruisseau d'Escaude et par un petit cours d'eau, constituant un réseau hydrographique de 7 km de longueur totale,.
La Bonnette, d'une longueur totale de 24,9 km, prend sa source dans la commune de Puylagarde et s'écoule du nord-est au sud-ouest. Elle traverse la commune et se jette dans l'Aveyron à Saint-Antonin-Noble-Val, après avoir traversé 7 communes.

### Climat
Pour des articles plus généraux, voir Climat de l'Occitanie et Climat de Tarn-et-Garonne.
En 2010, le climat de la commune est de type climat du Bassin du Sud-Ouest, selon une étude du Centre national de la recherche scientifique s'appuyant sur une série de données couvrant la période 1971-2000. En 2020, Météo-France publie une typologie des climats de la France métropolitaine dans laquelle la commune est exposée à un climat océanique altéré et est dans la région climatique Aquitaine, Gascogne, caractérisée par une pluviométrie abondante au printemps, modérée en automne, un faible ensoleillement au printemps, un été chaud (19,5 °C), des vents faibles, des brouillards fréquents en automne et en hiver et des orages fréquents en été (15 à 20 jours).
Pour la période 1971-2000, la température annuelle moyenne est de 12,4 °C, avec une amplitude thermique annuelle de 15,7 °C. Le cumul annuel moyen de précipitations est de 861 mm, avec 10,5 jours de précipitations en janvier et 6 jours en juillet. Pour la période 1991-2020, la température moyenne annuelle observée sur la station météorologique de Météo-France la plus proche, « Caylus », sur la commune de Caylus à 4 km à vol d'oiseau, est de 13,0 °C et le cumul annuel moyen de précipitations est de 799,0 mm. 
La température maximale relevée sur cette station est de 41,7 °C, atteinte le 23 août 2023 ; la température minimale est de −14,7 °C, atteinte le 10 février 2012,,.
Les paramètres climatiques de la commune ont été estimés pour le milieu du siècle (2041-2070) selon différents scénarios d'émission de gaz à effet de serre à partir des nouvelles projections climatiques de référence DRIAS-2020. Ils sont consultables sur un site dédié publié par Météo-France en novembre 2022.

### Milieux naturels et biodiversité

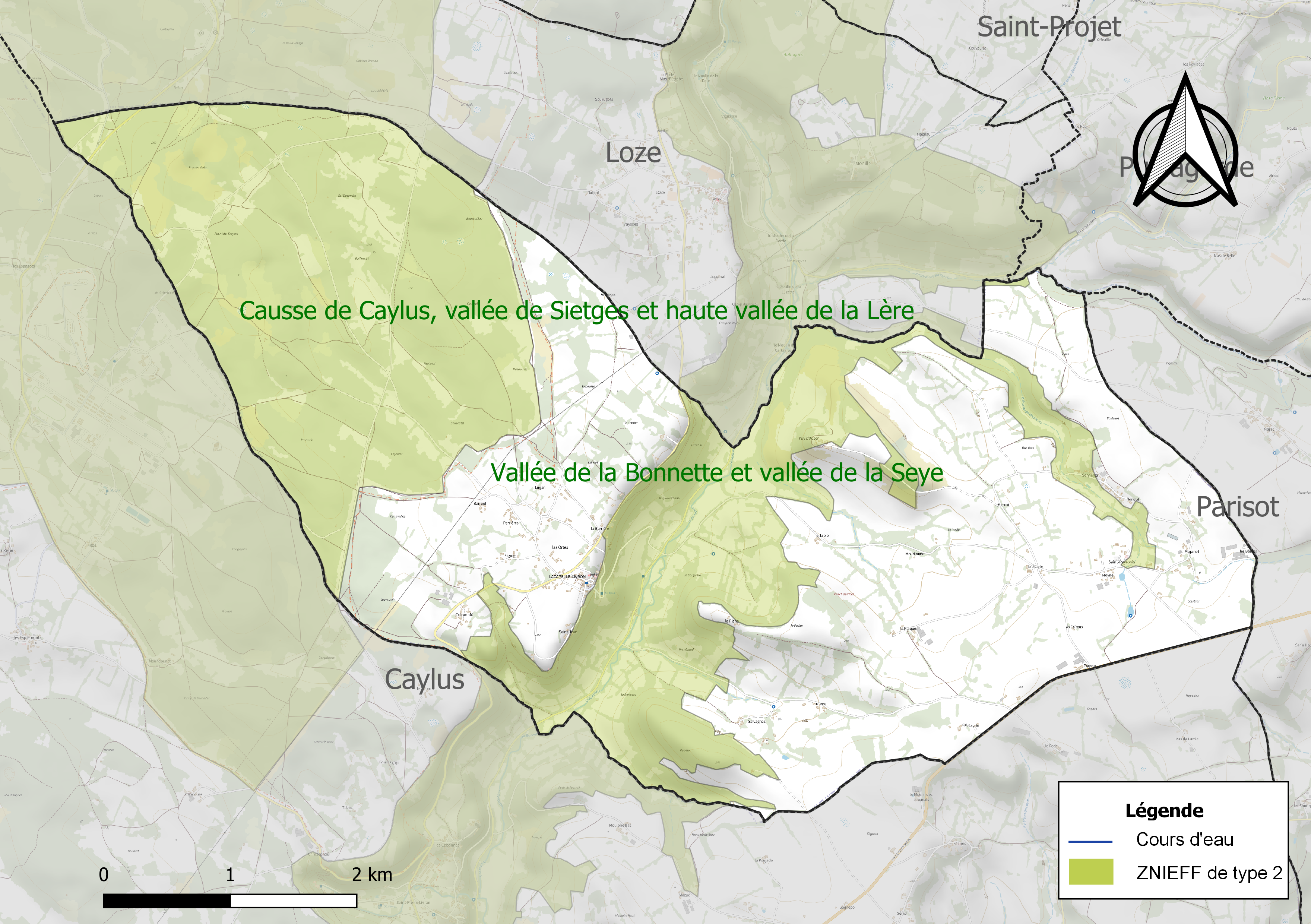
Carte des ZNIEFF de type 2 localisées sur la commune.

L’inventaire des zones naturelles d'intérêt écologique, faunistique et floristique (ZNIEFF) a pour objectif de réaliser une couverture des zones les plus intéressantes sur le plan écologique, essentiellement dans la perspective d’améliorer la connaissance du patrimoine naturel national et de fournir aux différents décideurs un outil d’aide à la prise en compte de l’environnement dans l’aménagement du territoire.
Deux ZNIEFF de type 2 sont recensées sur la commune :
- le « causse de Caylus, vallée de Sietges et haute vallée de la Lère » (8 815 ha), couvrant 13 communes dont cinq dans le Lot et huit dans le Tarn-et-Garonne[14] ;
- la « vallée de la Bonnette et vallée de la Seye » (6 289 ha), couvrant 12 communes du département[15].

## Urbanisme

### Typologie
Au 1er janvier 2024, Lacapelle-Livron est catégorisée commune rurale à habitat très dispersé, selon la nouvelle grille communale de densité à sept niveaux définie par l'Insee en 2022.
Elle est située hors unité urbaine et hors attraction des villes,.

### Occupation des sols
L'occupation des sols de la commune, telle qu'elle ressort de la base de données européenne d’occupation biophysique des sols Corine Land Cover (CLC), est marquée par l'importance des territoires agricoles (63,8 % en 2018), une proportion sensiblement équivalente à celle de 1990 (63,7 %). La répartition détaillée en 2018 est la suivante : 
zones agricoles hétérogènes (31,1 %), forêts (28 %), prairies (25 %), milieux à végétation arbustive et/ou herbacée (8,2 %), terres arables (7,8 %). L'évolution de l’occupation des sols de la commune et de ses infrastructures peut être observée sur les différentes représentations cartographiques du territoire : la carte de Cassini (XVIIIe siècle), la carte d'état-major (1820-1866) et les cartes ou photos aériennes de l'IGN pour la période actuelle (1950 à aujourd'hui).

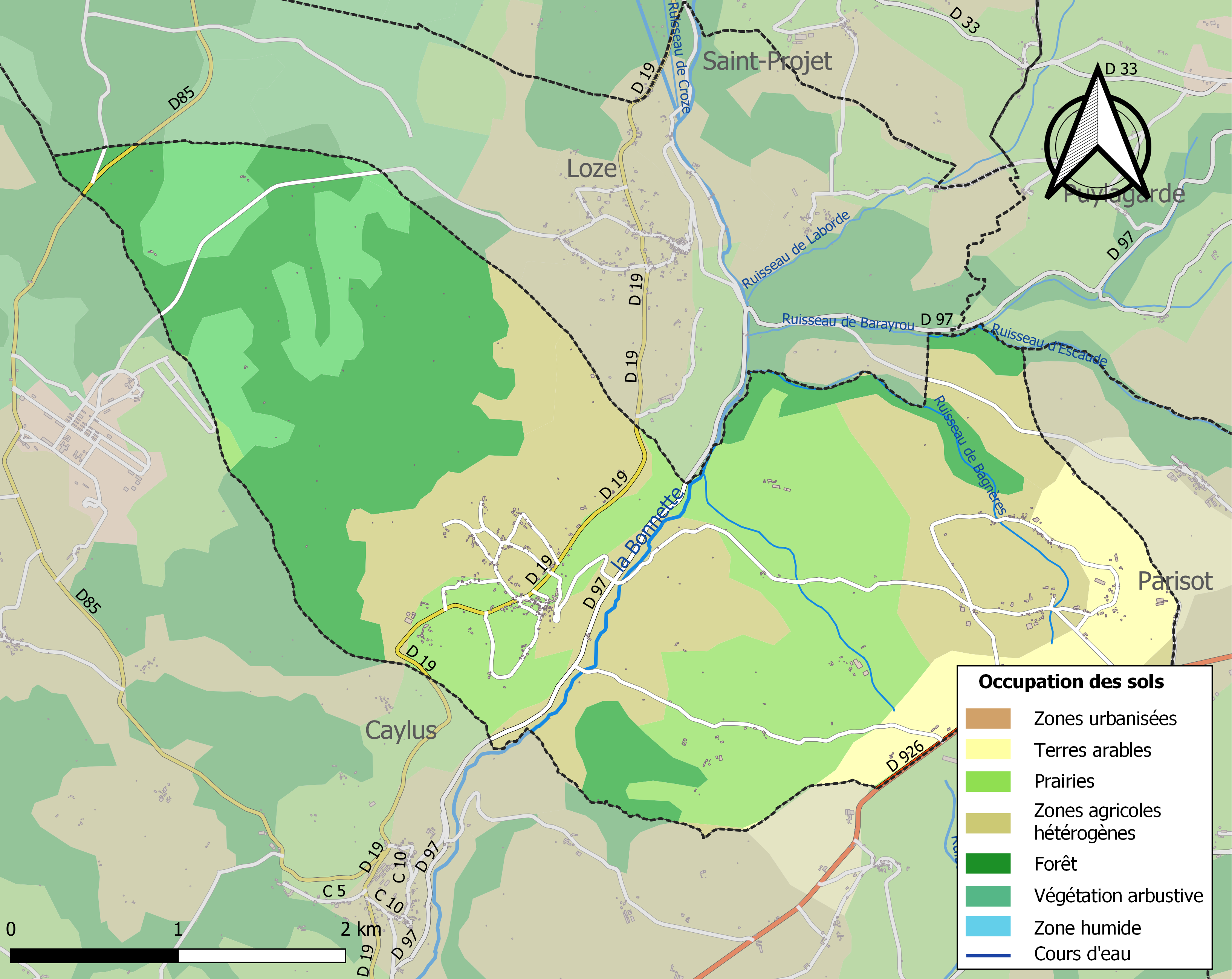
Carte des infrastructures et de l'occupation des sols de la commune en 2018 (CLC).

### Risques majeurs
Le territoire de la commune de Lacapelle-Livron est vulnérable à différents aléas naturels : météorologiques (tempête, orage, neige, grand froid, canicule ou sécheresse), inondations, mouvements de terrains et séisme (sismicité très faible). Il est également exposé à un risque technologique,  le transport de matières dangereuses. Un site publié par le BRGM permet d'évaluer simplement et rapidement les risques d'un bien localisé soit par son adresse soit par le numéro de sa parcelle.

#### Risques naturels
Certaines parties du territoire communal sont susceptibles d’être affectées par le risque d’inondation par débordement de cours d'eau, notamment la Bonnette. La cartographie des zones inondables en ex-Midi-Pyrénées réalisée dans le cadre du XIe Contrat de plan État-région, visant à informer les citoyens et les décideurs sur le risque d’inondation, est accessible sur le site de la DREAL Occitanie. La commune a été reconnue en état de catastrophe naturelle au titre des dommages causés par les inondations et coulées de boue survenues en 1982, 1999 et 2018,.
Lacapelle-Livron est exposée au risque de feu de forêt. Le département de Tarn-et-Garonne présentant toutefois globalement un niveau d’aléa moyen à faible très localisé, aucun Plan départemental de protection des forêts contre les risques d’incendie de forêt (PFCIF) n'a été élaboré. Le débroussaillement aux abords des maisons constitue l’une des meilleures protections pour les particuliers contre le feu,.

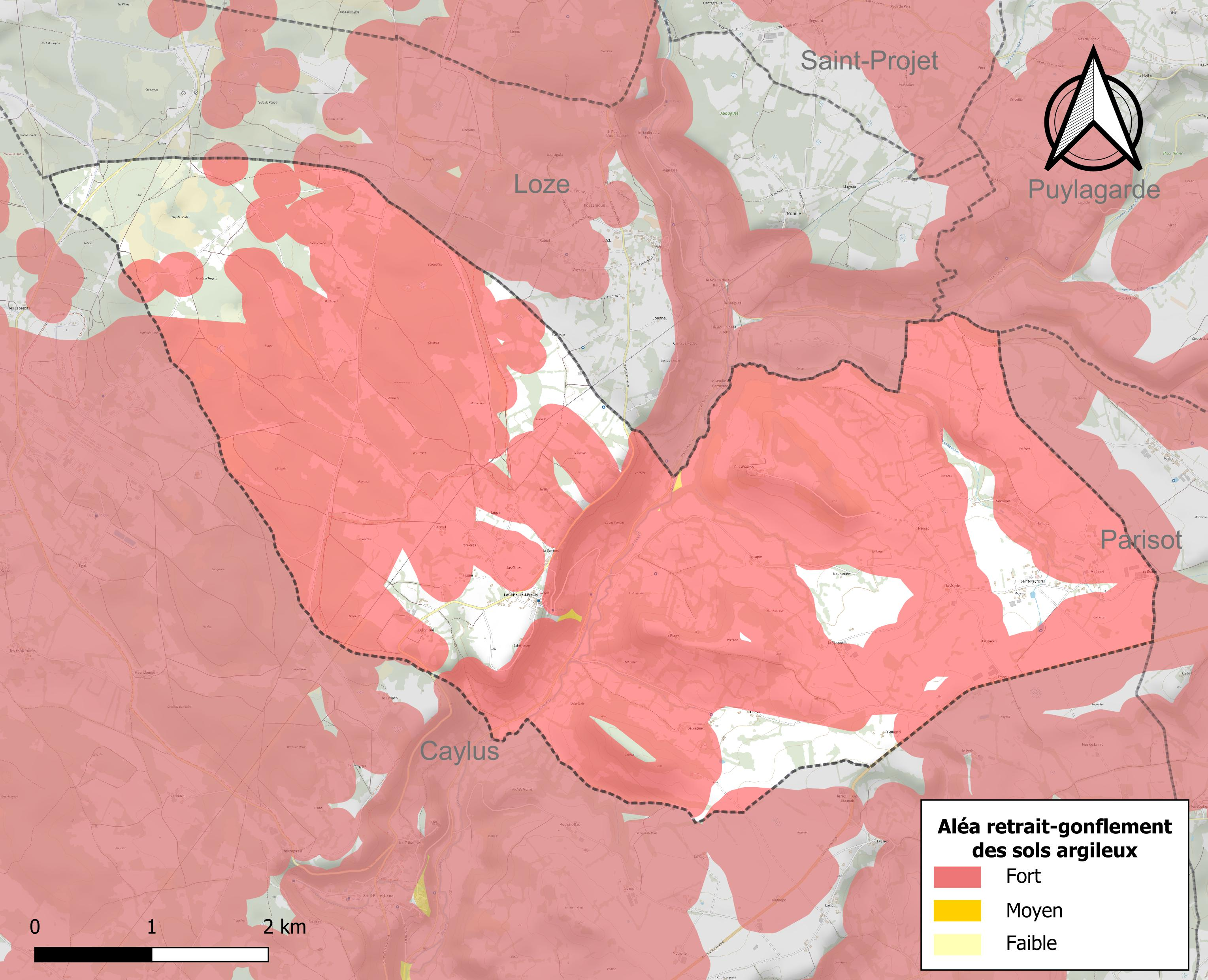
Carte des zones d'aléa retrait-gonflement des sols argileux de Lacapelle-Livron.

Les mouvements de terrains susceptibles de se produire sur la commune sont des tassements différentiels.
Le retrait-gonflement des sols argileux est susceptible d'engendrer des dommages importants aux bâtiments en cas d’alternance de périodes de sécheresse et de pluie. 82,7 % de la superficie communale est en aléa moyen ou fort (92 % au niveau départemental et 48,5 % au niveau national). Sur les 160 bâtiments dénombrés sur la commune en 2019, 87 sont en aléa moyen ou fort, soit 54 %, à comparer aux 96 % au niveau départemental et 54 % au niveau national. Une cartographie de l'exposition du territoire national au retrait gonflement des sols argileux est disponible sur le site du BRGM,.
Par ailleurs, afin de mieux appréhender le risque d’affaissement de terrain, l'inventaire national des cavités souterraines permet de localiser celles situées sur la commune.
Concernant les mouvements de terrains, la commune a été reconnue en état de catastrophe naturelle au titre des dommages causés par la sécheresse en 2018 et par des mouvements de terrain en 1999.

#### Risques technologiques
Le risque de transport de matières dangereuses sur la commune est lié à sa traversée par des infrastructures routières ou ferroviaires importantes ou la présence d'une canalisation de transport d'hydrocarbures. Un accident se produisant sur de telles infrastructures est susceptible d’avoir des effets graves sur les biens, les personnes ou l'environnement, selon la nature du matériau transporté. Des dispositions d’urbanisme peuvent être préconisées en conséquence.

## Histoire
Deux actes de donation, en occitan, datés de 1225 et 1230, sont reproduits dans la Monographie de Lacapelle-Livron publiée en 1888 par Antonin Perbosc. Suivent : la liste des anciennes mesures, les listes des Commandeurs, des consuls et des maires depuis 1782, celles des curés, des instituteurs et institutrices.

## Les Templiers et les Hospitaliers
Le village a conservé les vestiges d'une commanderie de l'ordre du Temple, dévolue à l'ordre de l'Hôpital au début du XIVe siècle,. L'ancienne chapelle est classée monument historique depuis 1901.

## Politique et administration

### Administration municipale
Le nombre d'habitants au recensement de 2011 étant compris entre 100 et 499, le nombre de membres du conseil municipal pour l'élection de 2014 est de onze,.

### Rattachements administratifs et électoraux
Commune faisant partie de l'arrondissement de Montauban de la communauté de communes du Quercy Rouergue et des Gorges de l'Aveyron et du canton de Quercy-Rouergue (avant le redécoupage départemental de 2014, Lacapelle-Livron faisait partie de l'ex-canton de Caylus).

### Liste des maires
| Période                                  | Période   | Identité       | Étiquette | Qualité                                                    |
| ---------------------------------------- | --------- | -------------- | --------- | ---------------------------------------------------------- |
| mars 2001                                | mars 2008 | Léopold Viguié | DVD       | Agriculteur retraité Conseiller général puis départemental |
| mars 2008                                | En cours  | Didier Marty   |           |                                                            |
| Les données manquantes sont à compléter. |           |                |           |                                                            |

## Population et société

### Démographie
L'évolution du nombre d'habitants est connue à travers les recensements de la population effectués dans la commune depuis 1793. Pour les communes de moins de 10 000 habitants, une enquête de recensement portant sur toute la population est réalisée tous les cinq ans, les populations de référence des années intermédiaires étant quant à elles estimées par interpolation ou extrapolation. Pour la commune, le premier recensement exhaustif entrant dans le cadre du nouveau dispositif a été réalisé en 2008.

En 2022, la commune comptait 207 habitants, en évolution de +3,5 % par rapport à 2016 (Tarn-et-Garonne : +3,12 %, France hors Mayotte : +2,11 %).
| 1793 | 1800 | 1806 | 1821 | 1831 | 1836 | 1841 | 1846 | 1851 |
| ---- | ---- | ---- | ---- | ---- | ---- | ---- | ---- | ---- |
| 622  | 755  | 719  | 780  | 795  | 649  | 644  | 656  | 667  |

| 1856 | 1861 | 1866 | 1872 | 1876 | 1881 | 1886 | 1891 | 1896 |
| ---- | ---- | ---- | ---- | ---- | ---- | ---- | ---- | ---- |
| 660  | 631  | 623  | 586  | 583  | 544  | 525  | 513  | 468  |

| 1901 | 1906 | 1911 | 1921 | 1926 | 1931 | 1936 | 1946 | 1954 |
| ---- | ---- | ---- | ---- | ---- | ---- | ---- | ---- | ---- |
| 426  | 418  | 403  | 339  | 325  | 289  | 261  | 235  | 197  |

| 1962 | 1968 | 1975 | 1982 | 1990 | 1999 | 2006 | 2008 | 2013 |
| ---- | ---- | ---- | ---- | ---- | ---- | ---- | ---- | ---- |
| 151  | 153  | 149  | 157  | 166  | 179  | 186  | 188  | 195  |

| 2018 | 2022 | - | - | - | - | - | - | - |
| ---- | ---- | - | - | - | - | - | - | - |
| 200  | 207  | - | - | - | - | - | - | - |

| selon la population municipale des années : | 1968 | 1975 | 1982 | 1990 | 1999 | 2006 | 2009 | 2013 |
| Rang de la commune dans le département      | 337  | 318  | 279  | 260  | 249  | 238  | 244  | 228  |
| Nombre de communes du département           | 592  | 582  | 586  | 588  | 588  | 588  | 589  | 589  |

### Enseignement
Lacapelle-Livron fait partie de l'académie de Toulouse.

### Activités sportives
Randonnée pédestre, chasse,

## Économie

### Revenus
En 2018, la commune compte 89 ménages fiscaux, regroupant 202 personnes. La médiane du revenu disponible par unité de consommation est de 19 410 € (20 140 € dans le département).

### Emploi
|                | 2008  | 2013   | 2018   |
| -------------- | ----- | ------ | ------ |
| Commune        | 3,7 % | 4,5 %  | 14,5 % |
| Département    | 8,4 % | 10,2 % | 10,3 % |
| France entière | 8,3 % | 10 %   | 10 %   |

En 2018, la population âgée de 15 à 64 ans s'élève à 124 personnes, parmi lesquelles on compte 75,8 % d'actifs (61,3 % ayant un emploi et 14,5 % de chômeurs) et 24,2 % d'inactifs,. En  2018, le taux de chômage communal (au sens du recensement) des 15-64 ans est supérieur à celui du département et de la France, alors qu'en 2008 la situation était inverse.
La commune est hors attraction des villes,. Elle compte 15 emplois en 2018, contre 19 en 2013 et 21 en 2008. Le nombre d'actifs ayant un emploi résidant dans la commune est de 76, soit un indicateur de concentration d'emploi de 19,7 % et un taux d'activité parmi les 15 ans ou plus de 55,6 %.
Sur ces 76 actifs de 15 ans ou plus ayant un emploi, 15 travaillent dans la commune, soit 20 % des habitants. Pour se rendre au travail, 84,2 % des habitants utilisent un véhicule personnel ou de fonction à quatre roues, 1,3 % les transports en commun, 3,9 % s'y rendent en deux-roues, à vélo ou à pied et 10,5 % n'ont pas besoin de transport (travail au domicile).

### Activités hors agriculture
8 établissements sont implantés  à Lacapelle-Livron au 31 décembre 2019.
Le secteur de l'industrie manufacturière, des industries extractives et autres est prépondérant sur la commune puisqu'il représente 75 % du nombre total d'établissements de la commune (6 sur les 8 entreprises implantées  à Lacapelle-Livron), contre 9,6 % au niveau départemental.

### Agriculture
|               | 1988 | 2000 | 2010 | 2020 |
| ------------- | ---- | ---- | ---- | ---- |
| Exploitations | 21   | 15   | 11   | 9    |
| SAU (ha)      | 814  | 912  | 718  | 694  |

La commune est dans les Causses du Quercy, une petite région agricole située dans l'est du département de Tarn-et-Garonne. En 2020, l'orientation technico-économique de l'agriculture  sur la commune est l'élevage bovin, orientation mixte lait et viande. Neuf exploitations agricoles ayant leur siège dans la commune sont dénombrées lors du recensement agricole de 2020 (21 en 1988). La superficie agricole utilisée est de 694 ha,,.

## Culture locale et patrimoine

### Lieux et monuments
- Chapelle Notre-Dame-des-Grâces de Lacapelle-Livron. L'édifice a été classé au titre des monuments historiques en 1948[42].
- Église Saint-Pétrone de Saint-Peyronis. L'édifice est référencé dans la base Mérimée et à l'Inventaire général Région Occitanie[43]. Plusieurs objets sont référencés dans la base Palissy[43].
- Chapelle Notre-Dame de la commanderie des Templiers de Lacapelle-Livron.
- Chapelle Saint-Jean de Saint-Jean.
- Camp militaire des Espagots.
- Pigeonnier des Templiers inscrit aux monuments historiques le 9 juin 1971[44].
- Maison du XVe siècle inscrite aux monuments historiques le 19 juin 1926[45].
- Halle de Lacapelle-Livron inscrite aux monuments historiques.
- Commanderie de La Capelle-Livron inscrite aux monuments historiques.

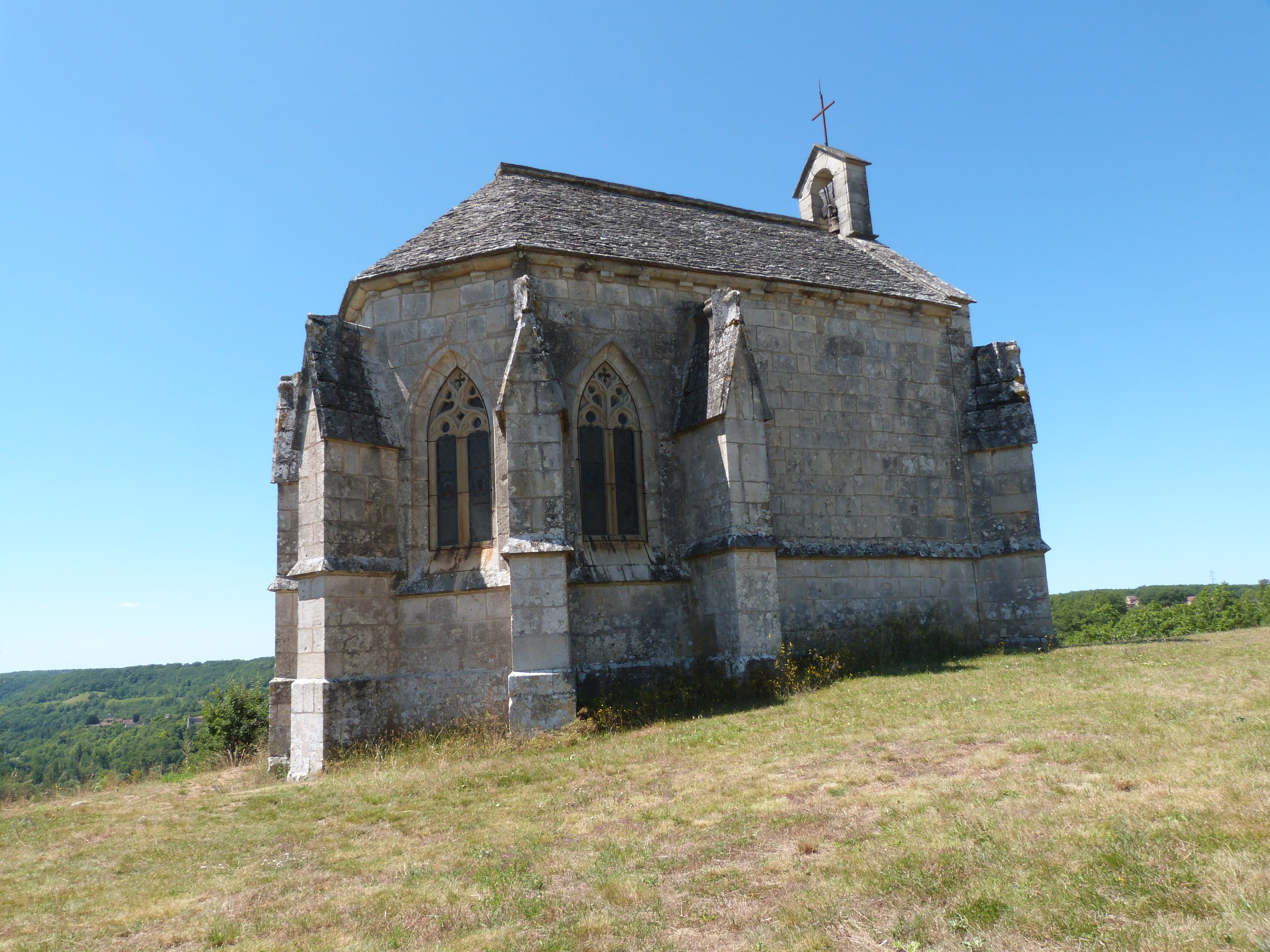
Chapelle Notre-Dame-des-Grâces de Lacapelle-Livron.
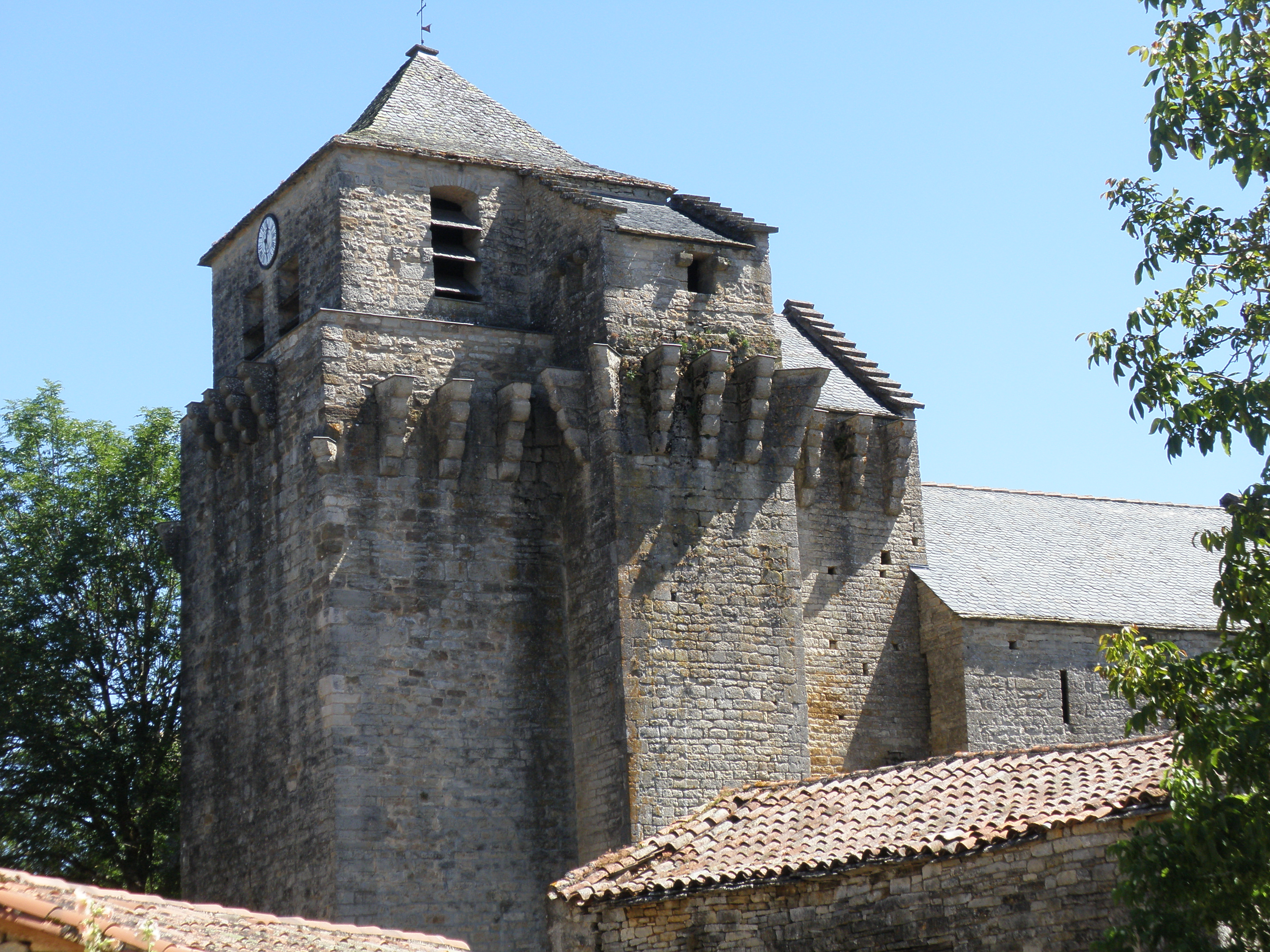
Chapelle Notre-Dame de la commanderie des Templiers de Lacapelle-Livron.

### Personnalités liées à la commune
- - Antonin Perbosc y fut instituteur durant l'année scolaire 1882-1883), il y résida jusqu'en 1887, Commençant à s'intéresser à l'histoire et à la géographie locales il rédige une monographie communale d'une quarantaine de pages, intitulée Monographie de Lacapelle-Livon, qu'il publie en 1888 à Montauban (impr. Forestié)..

## Pour approfondir